# Anabrus cerciata
Anabrus cerciata är en insektsart som beskrevs av Andrew Nelson Caudell 1907. Anabrus cerciata ingår i släktet Anabrus och familjen vårtbitare. Inga underarter finns listade i Catalogue of Life.